# Balera napoensis
Balera napoensis är en insektsart som beskrevs av Freytag 1992. Balera napoensis ingår i släktet Balera och familjen dvärgstritar.
Artens utbredningsområde är Colombia. Inga underarter finns listade i Catalogue of Life.